# Esbjörn Svensson
Pour les articles homonymes, voir Svensson.
Esbjörn Svensson (né le 16 avril 1964 à Västerås et mort le 14 juin 2008 à Stockholm) est un pianiste de jazz fondateur du groupe Esbjörn Svensson Trio aussi connu sous le nom d'E.S.T.

## Biographie
Esbjörn Svensson est né le 16 avril 1964 à Västerås, en Suède. Sa mère jouait du piano classique, son père était un fan de Duke Ellington, et Esbjörn écoutait les derniers tubes de pop à la radio. Au lycée, Esbjörn commence à jouer dans différents groupes, tout en prenant des leçons de piano.
Il fait des études de musique durant les quatre années qui suivirent à l'École royale supérieure de musique de Stockholm, qui lui permettent de développer les qualités techniques nécessaires à l'expression de ses concepts personnels. Aux côtés de musiciens suédois tels que Jan Johansson, Svensson considérait Chick Corea et Keith Jarrett comme ses influences majeures. Il était capable d'emprunter leurs caractéristiques stylistiques respectives, pourtant distinctes, et de les adapter à sa propre vision musicale.
Il forme, en 1990, le trio E.S.T. avec lequel il signe 12 albums. Avec, notamment, Tuesday Wonderland, titre éponyme de son avant-dernier album en 2006, on lui doit d'avoir fait venir au jazz un public plus jeune[réf. souhaitée].
Esbjörn Svensson, marié et père de deux enfants, meurt le 14 juin 2008 d'un accident de plongée sous-marine dans l'archipel de Stockholm.